# 칼리돈의 멧돼지

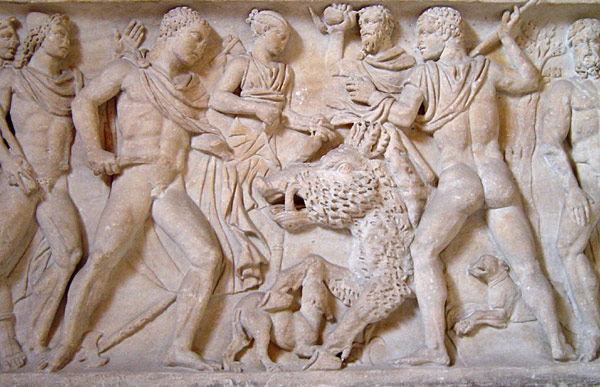
칼리돈의 멧돼지 사냥의 부조.

칼리돈의 멧돼지는 그리스 신화에 등장하는 난폭한 멧돼지로 이 멧돼지의 사냥을 둘러싼 일화가 유명하다.

## 멧돼지 사냥
칼리돈의 왕 오이네우스는 풍년이 들자 그 수확을 기뻐하며 모든 신들에게 감사의 제사를 올렸으나 단 하나 아르테미스 여신에게는 제물을 바치지 않았다. 이에 격분한 아르테미스는 칼리돈에 난폭한 멧돼지 한마리를 풀어 놓았다. 이 멧돼지의 눈은 핏발이 서있었고 몸은 날까로운 창같은 털로 덮여있고 특히 송곳니는 거의 인도 코끼리의 상아와도 같았고 몸집은 황소만했다. 이 멧돼지는 온 칼리돈의 땅을 휘젓고 다니면서 난폭하게 굴었고 농사를 모두 망쳐 놓았다.
이에 오이네우스는 그리스 전역에 이 멧돼지를 처치할 영웅들을 불러모았다. 여기에 참가한 영웅들은 멜레아그로스, 아탈란테, 테세우스, 페이리토스, 에우리토스, 크레아토스, 라에르테스, 네스토르, 펠레우스, 텔라몬, 이아손, 에우뤼티온, 아드메토스, 안카이오스, 플렉시포스, 톡세우스, 아게노르, 테르스테스, 카스토르, 폴리데우케스, 이다스, 린케우스, 멜라니온, 암피아라오스, 몹소스, 아카스토스, 카이네우스, 드뤼아스, 이피클레스, 에우리퓔로스 등으로 이아손이 이끄는 황금양모 원정대의 참가자들이 대부분 이 사냥에도 참가하였다.
이 사냥에서 단연 돋보이는 것은 바로 유일한 여성 참가자인 아탈란테였는데 그녀가 쏜 화살이 멧돼지의 귀를 처음으로 명중시켰다. 다른 남자영웅들은 이를 보고 열심히 달려들었으나 결국 칼리돈의 왕자 멜레아그로스의 창에 멧돼지는 쓰러졌다. 멜레아그로스는 멧돼지 사냥의 영광을 자신이 사랑하는 아탈란테와 나누고자 그녀에게 멧돼지의 가죽과 머리를 상으로 주었다. 그러나 여자가 상을 가져가는 것에 대하여 멜레아그로스의 외삼촌인 플렉시포스와 톡세우스 형제가 반대하고 나서자 멜레아그로스는 그만 격분하여 이 두외삼촌을 죽여 버렸다.
한편 멜레아그로스의 어머니인 알타이아는 두 남동생이 죽었다는 소식을 듣고 아들의 목숨과 연결되어있는 장작개비를 불태움으로서 아들 멜레아그로스를 죽여 복수하였다. 이후 알타이아는 아들을 죽인 죄책감을 이기지 못하고 자살했다.

## 같이 보기
- 에리만토스의 멧돼지